# Azuurblauwtje
Het azuurblauwtje (Plebejidea loewii) is een vlinder uit de familie van de Lycaenidae. De wetenschappelijke naam is voor het eerst gepubliceerd in 1847 door Philipp Christoph Zeller.
De soort komt voor op eilanden in het zuidoosten van de Egeïsche zee, Rusland, Turkije, Armenië, Noord-Egypte, Libanon, Iran, Afghanistan, Noord-India.

## Ondersoorten
- Plebejidea loewii loewii
  - = Lycaena empyrea Freyer, 1851
  - = Lycaena robusta Turati & Fiori, 1930
  - = Lycaena loewii germaniciae Pfeiffer, 1932
  - = Plebejus minimus Junge & Rose, 1978
- Plebejidea loewii afghana (Howarth & Povolny, 1976)
- Plebejidea loewii antilibanotica (Hemming, 1929)
- Plebejidea loewii battenfeldi (Rose & Schurian, 1977)
- Plebejidea loewii dzhemagati (Sheljuzhko, 1934)
- Plebejidea loewii hissarica (Shchetkin, 1963)
- Plebejidea loewii hofmanni (Rose & Schurian, 1977)
- Plebejidea loewii laura (Evans, 1932)
- Plebejidea loewii schwingenschussi (Pfeiffer, 1937)
- Plebejidea loewii uranicola (Walker, 1870)
  - = Polyommatus loewi lockharti Hemming, 1929
  - = Lampides ferrana Walker, 1870
  - = Lampides uranicola Walker, 1870